# 도라와 잃어버린 황금의 도시
《도라와 잃어버린 황금의 도시》(영어: Dora and the Lost City of Gold)는 2019년 개봉한 미국의 가족 영화이다. 제임스 보빈이 감독을, 니컬러스 스톨러가 공동각본을 맡았다. 애니메이션 《도라도라 영어나라》를 실사 영화한 작품이다. 배우 이저벨라 모너가 주인공 "도라"로 출연한다.

## 줄거리
페루 정글에서 자란 6살 소녀 도라 마르케즈는 원숭이 친구 부츠, 사촌 디에고와 함께 상상 속 친구들과 모험을 즐기며 여우 스와이퍼를 물리친다. 어느 날, 디에고 가족은 로스앤젤레스로 떠나고, 도라와 부모님은 황금 도시 파라파타를 찾아 정글에 남는다. 10년 후, 파라파타의 위치를 해독한 도라의 부모는 16살이 된 도라가 위험에 대처할 준비가 되지 않았다고 판단하고, 로스앤젤레스에 있는 디에고 가족에게 맡긴다.
고등학교에 간 도라는 샘, 랜디와 친구가 되지만 특이한 행동으로 학교에서 놀림을 받는다. 특히 학교 무도회에서 춤을 추다가 망신을 당한 도라는 디에고와 다투게 된다. 이후 박물관 견학 중 도라와 친구들은 수수께끼의 남자 파월에게 납치되어 페루로 끌려가고, 그곳에서 도라 부모님의 친구라고 주장하는 알레한드로의 도움을 받아 탈출한다. 그러나 그들은 스와이퍼에게 지도를 빼앗기고, 알레한드로가 용병단의 우두머리라는 사실을 알게 된다. 도라는 부모님을 구하기 위해 친구들과 함께 파라파타로 향하고, 여정에서 다양한 난관에 부딪히며 샘과 우정을 쌓고 디에고와 화해한다.
파라파타 외곽에서 도라와 친구들은 부모님과 재회하지만, 알레한드로는 본색을 드러내고 보물을 차지하려 한다. 부츠의 도움으로 위기를 모면한 도라는 파라파타 안으로 들어가 부모님을 구하고 용병단과 맞서 싸우기로 결심한다. 숨겨진 도시 안에서 도라와 친구들은 여러 함정과 퍼즐을 풀고 마침내 성소에 도달한다. 알레한드로가 나타나 보물을 차지하려 하지만 함정에 빠지고, 도라는 잉카인들에게 자신들의 목적을 설명하며 그들의 문화를 배우러 왔음을 어필한다. 도라가 도시의 마지막 시험을 통과하면서, 잉카인들은 그녀에게 자신들의 보물을 보여준다. 그러나 스와이퍼가 우상을 훔치자 신들이 노여워하고, 도라는 스와이퍼에게서 우상을 되찾아 제자리에 놓는다.
모든 사건이 끝난 후, 디에고와 샘은 연인이 되고, 도라는 부모님과 함께 다시 모험을 떠나려다 로스앤젤레스 학교로 돌아가기로 한다. 학교에서 도라와 친구들은 승리를 기념하며 춤을 춘다.

## 출연진
- 이사벨라 모너/매들린 미란다(아역) - 도라 마르케스 역
- 에우헤니오 데르베스 - 알레한드로 구티에레스 역
- 마이클 페냐 - 콜 마르케스 역
- 에바 롱고리아 - 엘레나 마르케스 역
- 제프 월버그/맬러카이 바턴(아역) - 디에고 마르케스 역
- 매들린 매든 - 새미 무어 역
- 니컬러스 쿰 - 랜디 워런 역
- 테무에라 모리슨 - 파월 역
- 크리스토퍼 커비 - 바이퍼 역
- 나타사 리스틱 - 크리스티나 X 역
- 크리스토퍼 롤린스 - 용병 역
- 아드리아나 바라사 - 발레리 할머니 역
- 피아 밀러 - 사브리나 마르케스 역
- 조이 비에이라 - 니코 마르케스 역
- 코리안카 킬처/이셀라 베가(노인) - 카윌라카 여왕 역

### 목소리 출연
- 대니 트레호 - 부츠 역
- 베니시오 델 토로 - 스와이퍼 역
- 마크 와이너 - 지도 역
- 사샤 토로 - 배낭 역